# Старостаничне сільське поселення
Старостаничне сільське поселення — муніципальне утворення у Кам'янському районі Ростовської області Російської Федерації.
Адміністративний центр — хутір Стара Станиця.
Населення — 10 520 осіб (2010 рік).
Старостаничне сільське поселення створене законом від 27 грудня 2004 року № 244-ЗС Ростовської області «Про встановлення кордонів і наділення відповідним статусом муніципального утворення Кам'янський район і муніципальних утворень у його складі».

## Склад сільського поселення
До Старостаничного сільського поселення відносяться населені пункти:
- хутір Стара Станиця — 8508 осіб (2010 рік),
- хутір Абрамовка — 790 осіб (2010 рік),
- хутір Диченський — 563 особи (2010 рік),
- хутір Дубовий — 18 осіб (2010 рік),
- хутір Лісний — 641 особа (2010 рік).